# Oceanografía física

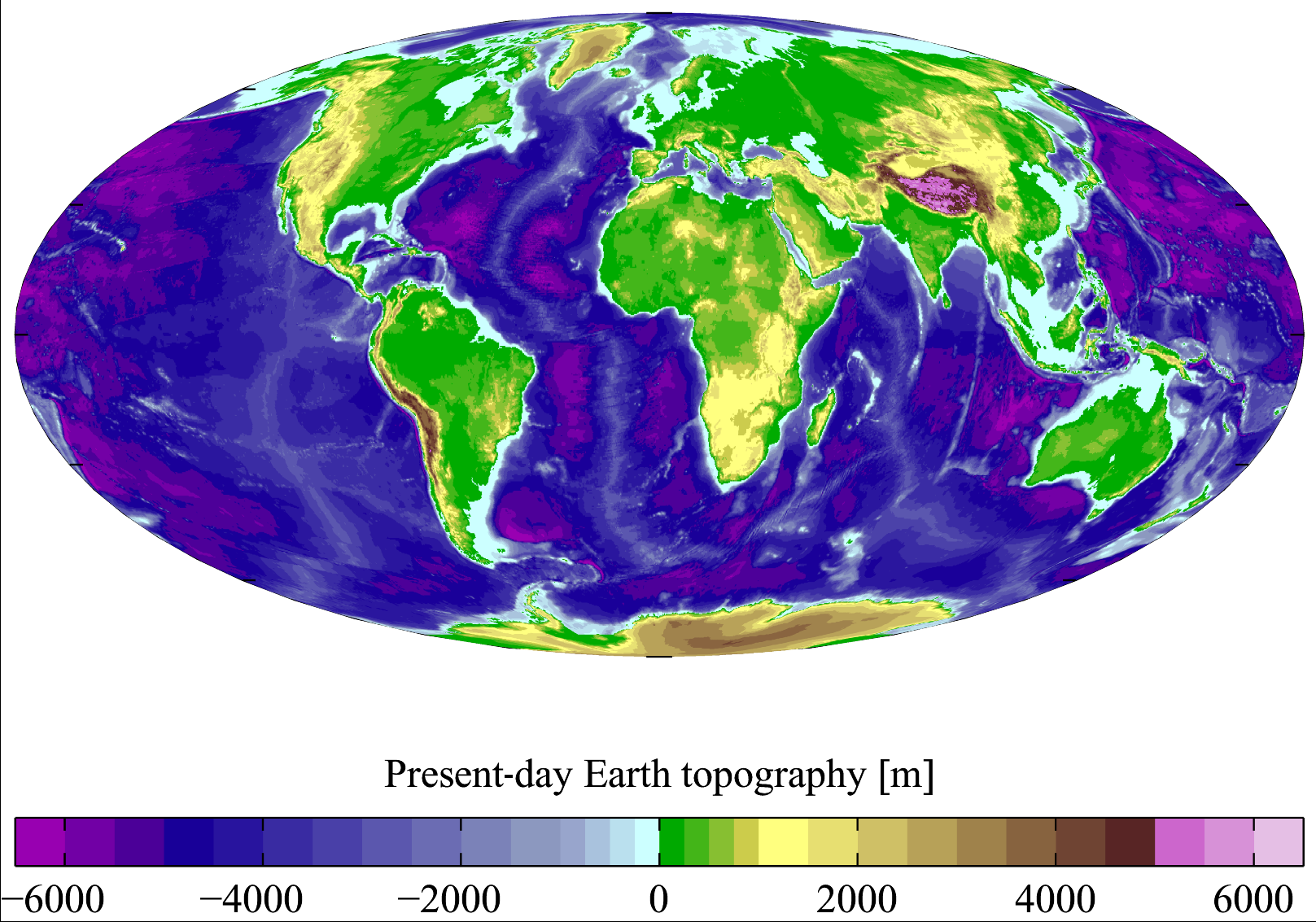
Batimetría de los océanos del mundo.

La oceanografía física es el estudio de las condiciones físicas y procesos físicos en el interior de los océanos, especialmente los movimientos y propiedades físicas de las aguas de los océanos.
La oceanografía física es uno de varios subdominios en que se divide la oceanografía. Otros incluyen oceanografías biológicas, químicas y geológicas.

## Encuadre físico

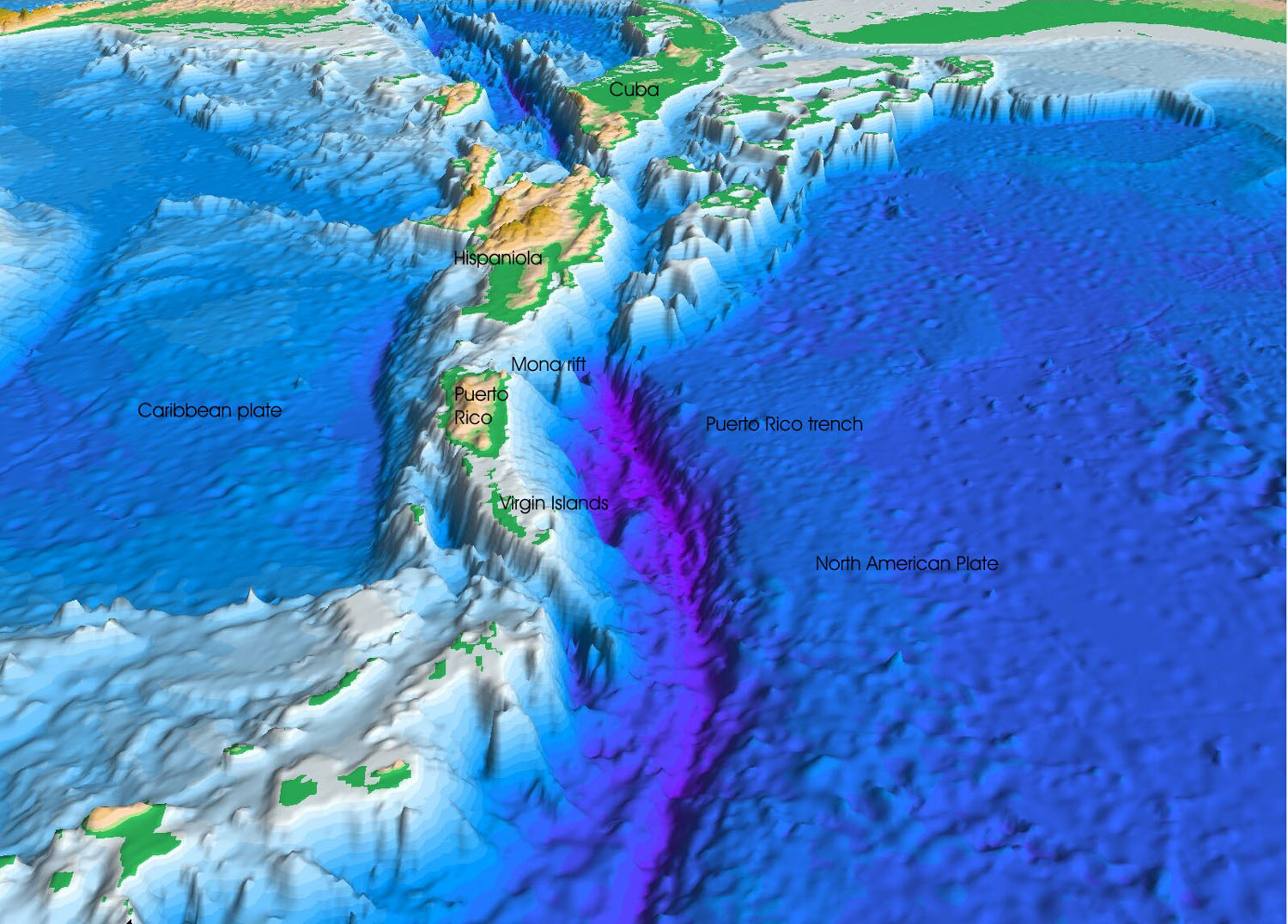
Vista de perspectiva del piso de mar del océano Atlántico y el mar de Caribe. El piso de mar morado en el centro de la vista es la Trinchera de Puerto Rico.

El pionero oceanógrafo Matthew Maury dijo en 1855 "Nuestro planeta está investido con dos océanos grandes; uno visible, el otro invisible; uno bajo nuestro, el otro elevado; uno enteramente desarrollado, el otro cubriendo aproximadamente dos tercios de su superficie." La función fundamental de los océanos en conformar al planeta reconocida por ecólogos, geólogos, meteorólogos, climatólogos, geógrafos y otros interesados en el mundo físico. Una Tierra sin los océanos verdaderamente sería irreconocible.
Aproximadamente 97% del agua del planeta está en sus océanos, y los océanos son la fuente de la vasta mayoría de vapor de agua que condensa en la atmósfera y cae en lluvia o nieve en los continentes. La capacidad térmica enorme de los océanos modera el clima del planeta, y su absorción de varios gases afecta la composición de la atmósfera. La influencia del océano extiende incluso a la composición de rocas volcánicas a través del fondo del mar por metamorfismo, así como a aquello de magmas y gases volcánicos creadas en zonas de subducción.
Los océanos son lejos más profundos que los continentes son altos; examen de la curva hipsográfica de la Tierra muestra que la elevación mediana de Tierra es sólo 840 m (2,760 ft), mientras la profundidad mediana del océano es 3.800 m (12,500 ft). Aunque esta discrepancia aparente es grande, para ambas tierra y mar, los extremos respectivos como montañas y trincheras son raros.
| Cuerpo           | Área (106km²) | Volumen (106km³) | Profundidad media (m) | Máximo (m) |
| Océano Pacífico  | 165.2         | 707.6            | 4282                  | -11033     |
| Océano atlántico | 82.4          | 323.6            | 3926                  | -8605      |
| Océano Índico    | 73.4          | 291.0            | 3963                  | -8047      |
| Océano del sur   | 20.3          | -7235            |                       |            |
| Océano ártico    | 14.1          | 1038             |                       |            |
| Mar de Caribe    | 2.8           | -7686            |                       |            |

## Temperatura, salinidad y densidad

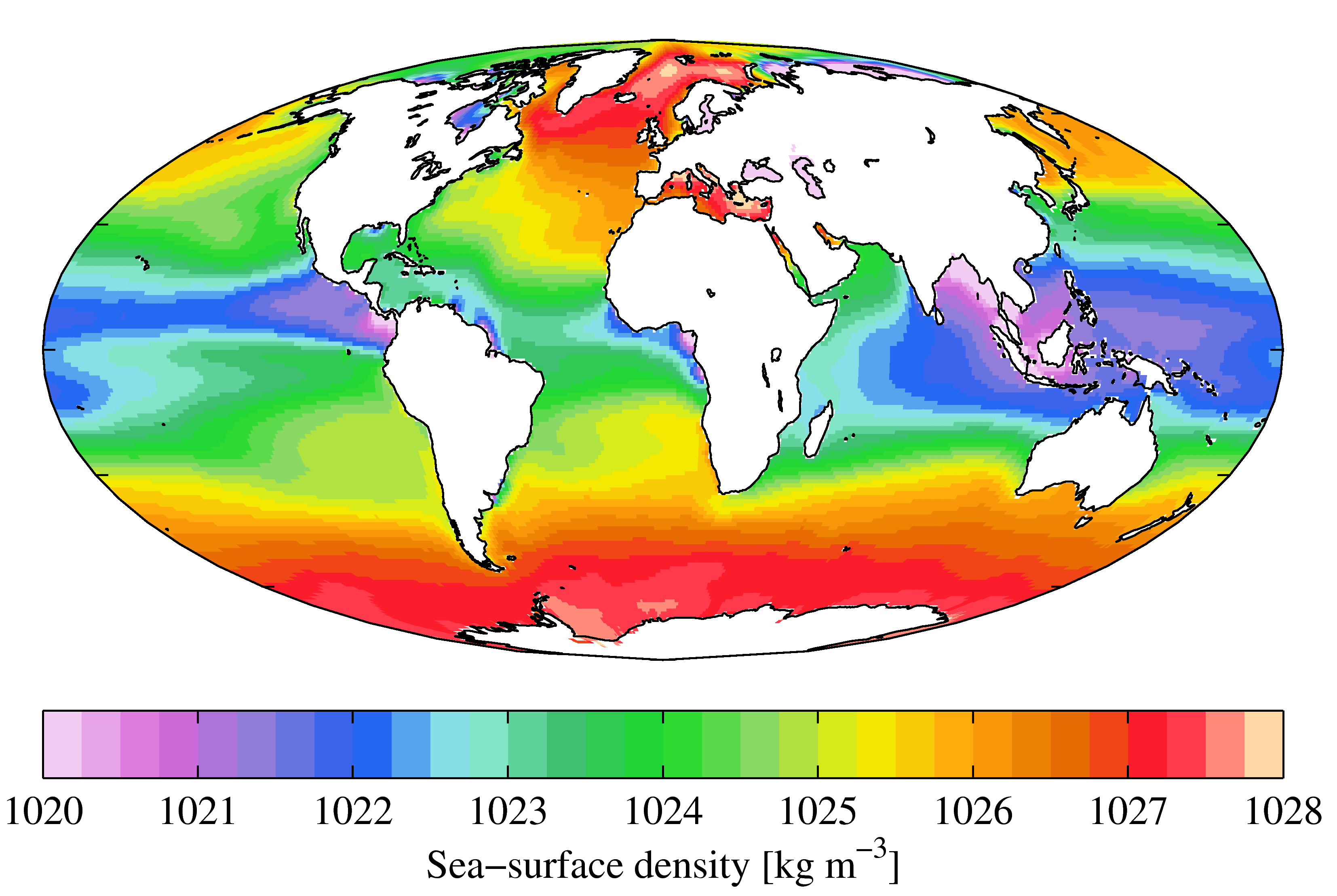
WOA Densidad de superficie.

Debido a que la vasta mayoría del volumen de los océanos en el mundo tiene mucha agua del fondo, la temperatura media es baja; aproximadamente 75% del volumen del océano tiene una temperatura de 0° – 5 °C (Pinet 1996). Las mismas caídas de porcentaje en una gama de salinidad entre 34–35 ppt (3,4–3,5%) (Pinet 1996). hay todavía bastante variación, aun así. Las temperaturas de superficie pueden variar desde abajo congelándose cerca de los polos hasta 35 °C en mares tropicales restringidos, mientras la salinidad puede variar de 10 a 41 ppt (1,0–4,1%).
La estructura vertical de la temperatura puede ser dividida en tres capas básicas, en superficie capa mixta, donde los gradientes son bajos, una termoclina donde los gradientes son altos, y un abismo poco estratificado.
En términos de temperatura, las capas del océano son altamente dependiente de la latitud; la termoclina está pronunciada en los trópicos, e inexistente en aguas polares (Marshak 2001). El haloclina normalmente yace cerca de la superficie, donde la evaporación levanta salinidad en los trópicos, y agua dulce se diluye en regiones polares. Estas variaciones de salinidad y temperatura con profundidad cambian la densidad de mares, creando el picnoclina.

## Circulación

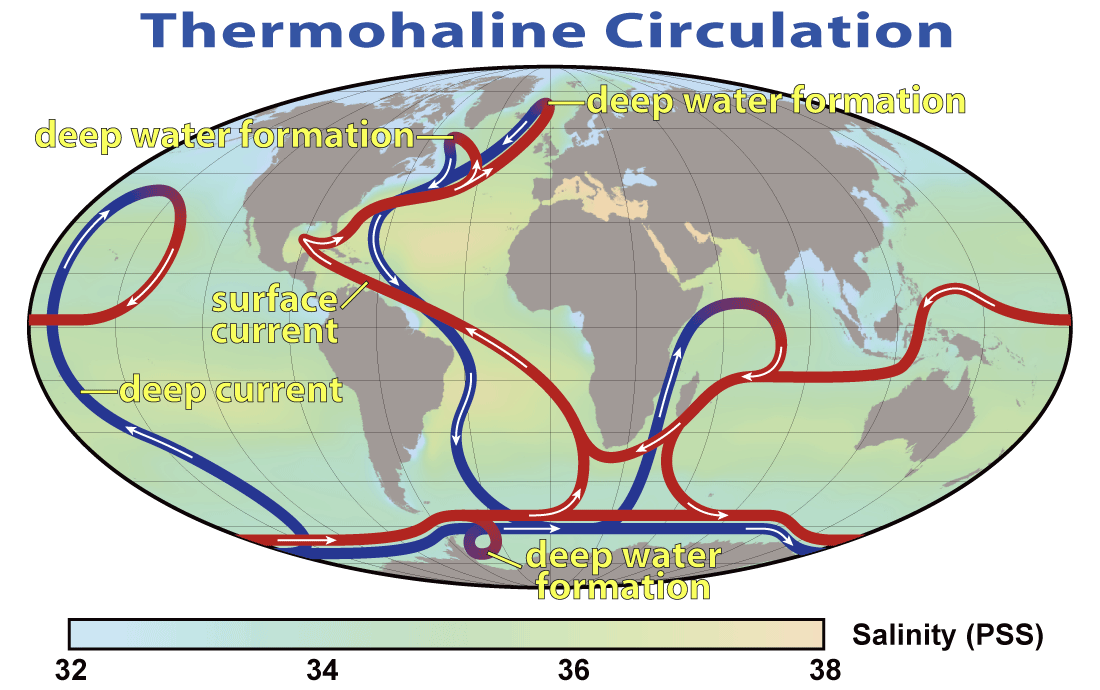
Circulación termohalina por circulación por densidad

La energía para la circulación oceánica (y para la circulación atmosférica) proviene de la radiación solar y de la energía gravitacional del sol y luna.  La cantidad de luz solar absorbida en la superficie varía fuertemente con la latitud, siendo más grande en el ecuador que en los polos, y esto engendra movimientos de fluido en ambas la atmósfera y océano redistribuyen calor del ecuador hacia los polos, reduciendo los gradientes de temperatura que existirían en ausencia de movimientos de fluido. Quizás tres partes de ese calor es llevado a la atmósfera; el resto se mueve en el océano.
La atmósfera está calentada desde abajo, el cual dirige la convección, la expresión más grande del cual es la circulación de Hadley. Por contraste el océano está calentado de arriba, el cual tiende en suprimir la convección. En cambio en los océanos el agua profunda se forma en regiones polares donde aguas salobres frías se mueven en áreas bastante restringidas. Esto es el principio de la circulación termohalina.
Las corrientes oceánicas son en gran parte conducidas por la tensión del viento en la superficie marina; por ello a grandes escalas la circulación atmosférica es importante para entender la circulación oceánica. La circulación de Hadley lidera a los vientos del este en los trópicos y del oeste en latitudes medias. Esto retrasa los flujos ecuatoriarles por todas partes y en la mayoría de las cuencas subtropicales (el Equilibrio de Sverdrup). El flujo de regreso ocurre en una intensa, estrecha, corriente de borde occidental. Como la atmósfera, el océano es lejos más ancho que hondo, y de ahí el movimiento horizontal es en general mucho más rápido que los movimientos verticales. En el hemisferio sur hay un cinturón continuo de océano, y por ello las fuerzas de midia latitud oestes fuerzan la fuerte corriente antártica circumpolar. En el hemisferio norte las masas de tierra impiden esto y la circulación de océano está roto a más pequeño giros en las cuencas Atlántico y Pacífico.

### Efecto Coriolis
El efecto Coriolis resulta en una deflección de flujos fluidos (a la derecha en el hemisferio norte y a la izq. en el hemisferio sur). Esto tiene efectos profundos en el flujo oceánico. En particular significa el flujo va alrededor de sistemas de presión alta y baja, permitiéndoles persistir en periodos largos de tiempo. Como resultado, las variaciones minúsculas en presión pueden producir corrientes medibles. Una pendiente de una parte en un millón en altura de superficie del mar, por ejemplo, resultará en una corriente de 10 cm/s en latitudes medias. El hecho que el efecto Coriolis es más grande en los polos y débiles en el ecuador resulta en corrientes relativamente estabilizadas del borde occidental ausentes en bordes orientales. También ver efectos de circulación secundaria.

### Transporte Ekman
El transporte Ekman en el transporte neto de agua de superficie 90 grados a la derecha del viento en el hemisferio norte, y 90 grados a la izquierda del viento en el hemisferio sur. Cuando sopla viento a través de la superficie del océano, él "raspa" sobre una capa delgada del agua de superficie. A su vez, aquella capa delgada de agua transfiere energía de movimiento a siguiente la capa delgada debajo de sí. Aun así, debido al efecto Coriolis, la dirección de viaje de las capas de agua se mueven despacio  más lejano y más lejano a la derecha cuando consiguen más profundidad en el hemisferio norte, y a la izquierda en el hemisferio sur. En más casos, la capa muy inferior de agua afectada por el viento es en una profundidad de 100-150 m y está viajando aproximadamente 180 grados, completamente opuestos de la dirección que el viento está soplando. En general, el transporte neto de agua sería 90 grados de la dirección original del viento.

### Circulación Langmuir
La  circulación Langmuir resulta de circulación con ocurrencia de rayas delgadas, visibles, llamados windrows en la superficie del océano paralelo a la dirección del viento. Si el viento sopla con más de 3 m s−1, pueda crear windrows paralelas alternas en sube y baja de aproximadamente 5–300 m aparte. Estos windrows crea células adyacentes ovulares de agua (extendiendo a aproximadamente 6 metros (19,7 pies) m (20 ft) de prof.) alternando rotaciones en el sentido de las agujas del reloj y en contra. En las zonas de convergencia, espuma y algas acumuladas, mientras en el plancton de zonas de la divergencia está cogido y llevado a la superficie. Si hay mucho plancton en la zona de divergencia, entonces a menudo hay peces atraídos para alimentarse.

### Interfase océano–atmósfera

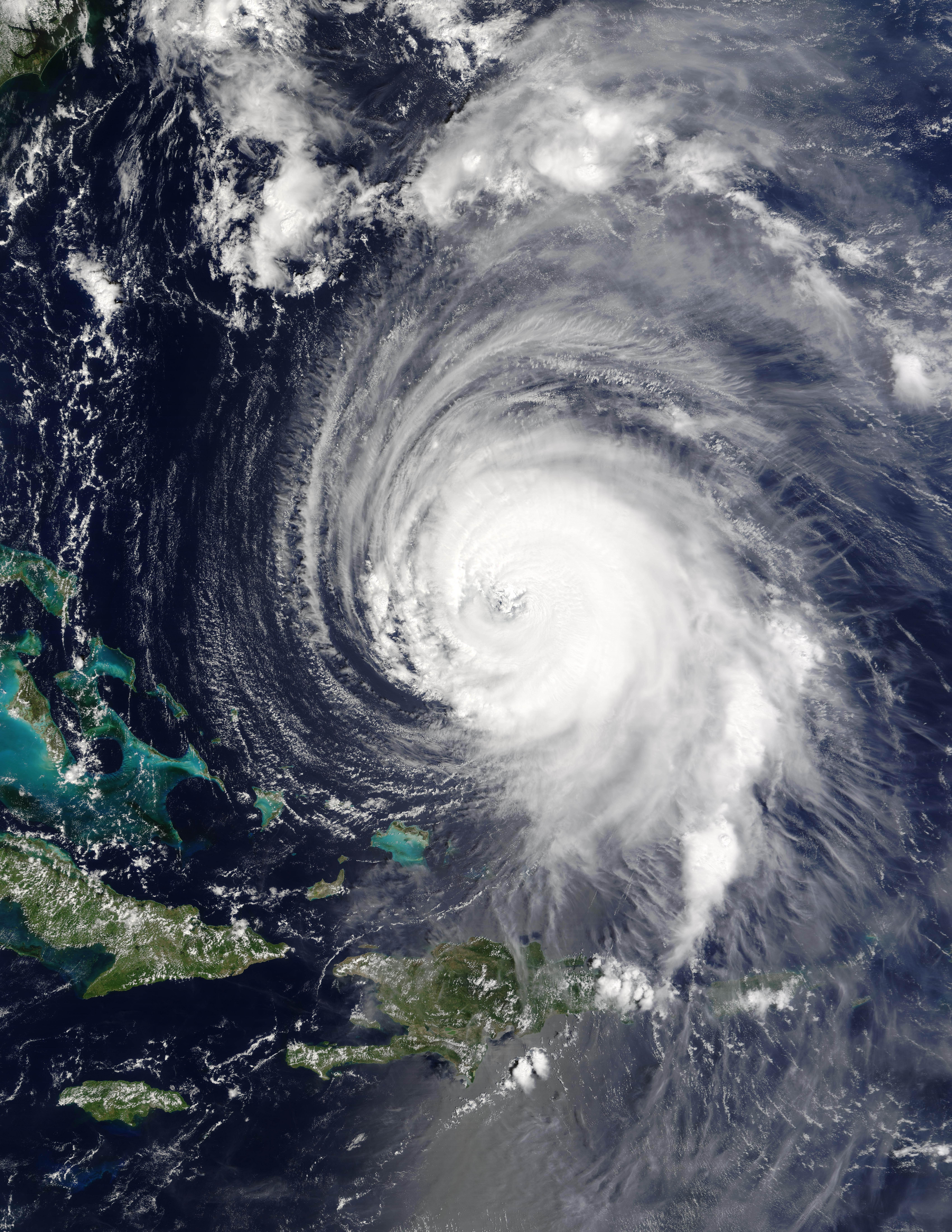
El huracán Isabel al este de Bahamas el 15 de septiembre de 2003

En la interfase océano-atmósfera, el océano y la atmósfera intercambian flujos de calor, humedad y momento.
Calor
Los términos de calor importantes en la superficie son el flujo de calor sensible, el flujo de calor latente, y la radiación solar entarnte y el balance de radiación de oondas largas (infrarrojo). En general, los océanos tropicales tenderán a mostrar un beneficio neto de calor, y los océanos polares una pérdida neta, el resultado de una transferencia neta de energía en los océanos.
Los océanos por su capacidad térmica grande modera el clima de las áreas adyacentes a los océanos, dirigiendo a un clima marítimo en tales ubicaciones. Esto puede ser un resultado de almacenamiento de calor en verano y liberación en invierno; o de transporte de calor de ubicaciones más tibias: un ejemplo particularmente notable de este es Europa Occidental, el cual está calentado al menos en parte por el drift atlántico del norte.
Momento
Vientos de superficie tienden a órdenes de metros por segundo; corrientes de océano del orden de cm / s. De ahí del punto de vista de la atmósfera, el océano puede ser considerado eficazmente estacionario; del punto de vista del océano, la atmósfera impone una tensión de viento significativa en su superficie, y esto fuerza corrientes de escala grande en el océano.
A través de la tensión de viento, el viento genera olas de superficie del océano; las olas más largas tienen una velocidad de fase que tiende hacia la velocidad del viento. El momento de los vientos de superficie está transferido a la energía flux por las olas de superficie del océano. El aumentado roughness de la superficie de océano, por la presencia de las olas, cambia el viento cerca la superficie.
Humedad
El océano puede obtener humedad de lluvias, o perderla a través de evaporación. La pérdida por evaporación deja el océano más salobre; los Golfo mediterráneo y persa por ejemplo tienen fuerte pérdida por evaporación; el penacho resultante de agua salobre densa puede ser localizado a través del estrecho de Gibraltar al océano Atlántico. Se cree que precipitación/evaporación fue la mayor conductora importante de corrientes oceánicas; ahora se sabe que sólo es un factor muy menor.

### Ondas planetarias
Ondas Kelvin
Una onda Kelvin es cualquier onda progresiva ondulatoria entre dos bordes o fuerzas opuestas (normalmente entre la fuerza de Coriolis y líneas costeras o el ecuador). Hay dos tipos, costeros y ecuatoriales. Las ondas Kelvin son conducidas por gravedad y son no dispersivas. Esto significa que las esas ondas pueden retener su forma y dirección en periodos largos de tiempo. Son normalmente creados por un cambio repentino en el viento, como el cambio de vientos a principios de El Niño- Oscilación del Sur.
Las ondas Kelvin costeras siguen las líneas costeras y siempre se propaga en dirección contraria de las agujas de reloj en el hemisferio Norte (con la línea costera a la derecha de la dirección de viaje) y en el sentido de las agujas del reloj en el hemisferio Sur.
Las ondas ecuatoriales Kelvin se propagan del este en ambos hemisferios Norte y Sur, usando al ecuador como guía.
Las ondas Kelvin tienen velocidades muy altas, típicamente alrededor 2–3 m por segundo. Tienen longitudes de onda de miles de kilómetros y amplitudes de decenas de metros.
Ondas Rossby
Las  ondas Rossby, u ondas planetarias son ondas enormes , lentas generadas en la troposfera por diferencias de temperatura entre el océano y los continentes. Su importante restauración de fuerzas es por el cambio en la fuerza de Coriolis con la latitud. Sus amplitudes ondulatorias son normalmente de decenas de metros y longitudes de onda muy grandes. Se las halla normalmente en bajas o medias latitudes.
Hay dos tipos de ondas Rossby, las barotrópicas y las baroclinas. Las ondas barotrópicas Rossby tienen las velocidades más altas y no varían verticalmente. Las ondas baroclinas Rossby son mucho más lentas.
La especial identificación característica de las ondas Rossby es que la velocidad de fase de cada onda individual siempre tiene un componente hacia el oeste, pero la componente tiene velocidad de grupo puede ser en cualquier dirección. Normalmente las más cortas ondas Rossby tienen una componente este de velocidad de grupo y las más largas tienen una velocidad de grupo hacia el oeste.

### Variabilidad de clima

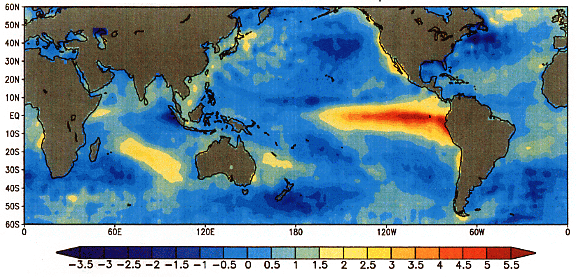
Diciembre de 1997, gráfico de anomalía de temperatura de superficie de océano [°C] durante el último fuerte El Niño

La interacción de circulación de océano, el cual sirve como tipo de bomba de calor, y efectos biológicos como la concentración de dióxido de carbono puede resultar en cambios de clima global en una escala de tiempo de décadas. Es sabido que oscilaciones climáticas resultan de estas interacciones, incluyendo la Oscilación decadal Pacific, Oscilación del Atlántico norte, y la Oscilación Ártica. El proceso oceánico de la circulación termohalina es una componente significativa de redistribución de calor a través del globo, y los cambios en esta circulación pueden tener impactos importantes al clima.

## Otras lecturas
- Atmosphere-Ocean Dynamics. San Diego: Academic Press. 1982. ISBN 0-12-283520-4. Atmosphere-Ocean Dynamics. San Diego: Academic Press. 1982. ISBN 0-12-283520-4.
- The Physical Geography of the Seas and Its Meteorology. 1855.
- Introduction to Physical Oceanography. College Station: Texas A&M University. 2007. OCLC 169907785. Introduction to Physical Oceanography. College Station: Texas A&M University. 2007. OCLC 169907785.
- Tide and Current: Fishponds of Hawaiʻi. Honolulu: University of Hawaiʻi Press. 1992. ISBN 0-8248-1396-0. Tide and Current: Fishponds of Hawaiʻi. Honolulu: University of Hawaiʻi Press. 1992. ISBN 0-8248-1396-0.